# 1441

سنة 1441 كانت سنة بسيطة تبدأ يوم الأحد (سوف يظهر الرابط التقويم الكامل للعام) حسب التقويم اليولياني.

## أحداث
- 27 يونيو: نهاية حصار نوفو بردو والذي بدأ في أكتوبر 1440.

## مواليد
- عز الدين بن الحسين

## وفيات
- يان فان آيك